# Kim Jin-woo (actor)
Kim Jin-woo (en hangul, 김진우; en hanja, 金鎭祐) (17 de julio de 1983) es un actor y cantante surcoreano.

## Biografía
En septiembre de 2018 se casó con su novia, una azafata. En octubre de 2019 la pareja le dio la bienvenida a su hija.

## Carrera
Está vinculado a la agencia J-Wide Company.

## Filmografía

### Series de televisión
| Año       | Título                        | Personaje                | Canal       | Notas                 |
| --------- | ----------------------------- | ------------------------ | ----------- | --------------------- |
| 2010      | Road N°1                      | Kim Soo Hyuk             | MBC         |                       |
| 2010      | Smile, Mom                    | Bae Yun Woo              | SBS         |                       |
| 2011      | Can't Lose                    | So Joo Hyun              | MBC         |                       |
| 2012      | I Remember You                | Ha Kang Soo              | SBS         |                       |
| 2012      | Twelve Men in a Year          | Woo Bin                  | tvN         |                       |
| 2012      | Queen In Hyun's Man           | Han Dong Min             | tvN         |                       |
| 2012      | The Birth of Family           | Lee Soo Ho               | SBS         |                       |
| 2012      | The King of Dramas            | Amigo de Hyun Min        | SBS         | Cameo                 |
| 2013      | Can't Take It Anymore         | Cho Sung Woo             | JTBC        |                       |
| 2014      | Wife Scandal - The Wind Rises | Como el Caballero        | TV Chosun   | Cameo, ep. 4          |
| 2014      | Golden Cross                  | Pareja de Se Ryung       | KBS2        | Cameo                 |
| 2014      | My Lovely Girl                | Seo Jae Young            | SBS         |                       |
| 2014      | Bride in Sneakers             | Jang Hee Soon            | KBS2        | Drama Special, un ep. |
| 2015      | The Return of Hwang Geum-bok  | Seo In Woo               | SBS         |                       |
| 2015-2016 | Remember: War of the Son      | Kang Suk Gyu             | SBS         |                       |
| 2016      | The Unusual Family            | Goo Yoon-jae             | KBS1        |                       |
| 2016      | Monster                       | Park Ji-su               | MBC         | Cameo                 |
| 2017      | Reunited Worlds               | Cha Tae-hoon             | SBS         |                       |
| 2017      | Just Between Lovers           | Lee In-yong              | JTBC        | Cameo                 |
| 2018      | Welcome to Waikiki            | Padre de Sol             | JTBC        | Cameo                 |
| 2018      | Ms. Kim's Mystery             | Choi Seong-min           | KBS2        | Drama Special, un ep. |
| 2018      | My Strange Hero               | Novio                    | SBS         | Cameo, ep. 1          |
| 2019      | Left-Handed Wife              | Lee Soo-ho/Park Do-kyung | KBS2        |                       |
| 2019      | Loss Time Life                | Gu Jin-seong             | MBN, UMAX   |                       |
| 2019      | Graceful Family               | Mo Wan-joon              | MBN, Dramax |                       |
| 2022      | Kill Heel                     | Do-il                    | tvN         |                       |
| 2022      | Again My Life                 | Choi Kang-jin            | SBS         | [ 2 ]                 |
| 2024      | Snow White's Revenge          | Na Seung-woo             | KBS2        | [ 3 ] [ 4 ]           |

### Películas
| Año  | Título                                    | Personaje |
| ---- | ----------------------------------------- | --------- |
| 2009 | Fly High                                  | Young Ho  |
| 2014 | Virgin Theory : 7 Steps To Get On The Top | Sang Woo  |

## Teatro musical
- Footloose
- Innocent Step
- 2008: Grease
- 2008: Cats
- 2009: All Shook Up
- 2010: La Dolce Vita
- 2011: The Three Musketeers

## Discografía
Sencillos
- 2010: "Raining"
- 2010: "Love Latter" junto a Eugene

Temas para Dramas
- 2010: "Cry Laughing" para Smile, Mom
- 2010: "Just for You" para Road N° 1

## Anuncios
- Acuve (crema de rostro)
- LGU+
- KFT
- Jayeonchae (Clínica Médica)

## Premios y nominaciones
| Año  | Categoría                        | Premio          | Trabajo          | Resultado |
| ---- | -------------------------------- | --------------- | ---------------- | --------- |
| 2019 | Excellence in Daily Drama (Male) | KBS Drama Award | Left-Handed Wife | Ganó      |